# مقدسه احمدزی
مقدسه احمدزی فعال حقوق زنان، سیاستمدار  و شاعر اهل افغانستان  است که در راستای افزایش حقوق زنان در افغانستان تلاش‌هایی کرد. او برندهٔ جایزهٔ «صلح ان» است و به عنوان یکی از ۱۰۰ زن در سال ۲۰۲۱ انتخاب شد.

## زندگی‌نامه
احمدزی زادهٔ ۱۹۹۲/۱۹۹۳ است و در شهر ننگرهار در افغانستان متولد شده‌است. او شاعر و سیاستمدار است و خانواده‌اش در ابتدا با فعالیت‌های او مخالف بودند و وقتی متوجهٔ فعالیت‌های ادبی و سیاسی او شدند، او را تنبیه بدنی کردند. زمانی که نوجوان بود، کتاب شعری منتشر کرد و قدردانی عمویش از این موضوع بود که نظر خانواده‌اش را نسبت به آثارش تغییر داد.
او عضو سابق و معاون رئیس مجلس جوانان افغانستان، در دوران همه‌گیری کووید-۱۹ بود و وظیفه‌اش در این سمت، حمایت از زنان و جوامع در برابر اطلاعات نادرست بود.او بنیانگذار شورای ملی جوانان در افغانستان بود. احمدزی به عنوان نمایندهٔ زنان افغانستان، در بخشی از گفتگوهای صلح میان افغانستان و پاکستان حضور داشت. او در کنار زنان دیگر، کارزار نقاشی دیواری را با پیام‌های حقوق زنان در جلال‌آباد آغاز کرد. او همچنین شبکه‌ای متشکل از ۴۰۰ زن را ایجاد کرد که به‌منظور رصد و پایش وضعیت زنان، در سراسر افغانستان سفر می‌کردند، از جمله به مناطقی که در آن زمان تحت کنترل طالبان بودند. او بنیانگذار و مدیر انجمن کور است که هدف آن افزایش آگاهی در مورد حقوق زنان در افغانستان است.
او در سال ۱۳۹۷ خورشیدی برای انتخابات مجلس افغانستان نامزد شد.

## جوایز
احمدزی جایزهٔ صلح ان را که توسط برنامهٔ عمران سازمان ملل اعطا می‌شود دریافت کرد. او همچنین در سال ۲۰۲۱ در فهرست ۱۰۰ زن بی‌بی‌سی قرار گرفت.